# 169 Zelia
A 169 Zelia a Naprendszer kisbolygóövében található aszteroida. Henry, Prosper fedezte fel 1876. szeptember 28-án.